# 迪纳加特岛

迪納加特島是菲律賓的島嶼，位於該國東部菲律賓海，屬於迪納加特群島的一部分，長60公里、寬20公里，面積769.2平方公里，最高點海拔高度3,430米，2000年人口106,951。
10°13′N 125°36′E / 10.217°N 125.600°E